# Mizolastina
La Mizolastina è un antistaminico e potente antagonista selettivo dei recettori H1 periferici, a lunga durata d'azione, privo di importanti effetti anti-colinergici. Mizolastina è commercializzata in Italia dalla società farmaceutica Sanofi-Aventis con il nome di Mizollen.

## Farmacodinamica
Mizolastina è un antistaminico che esplica la propria azione attraverso l'inibizione specifica e selettiva dei recettori periferici H1 dell'istamina. In studi su animali è stato dimostrato che mizolastina blocca il rilascio di istamina da parte delle mastcellule, oltre a inibire la migrazione dei neutrofili.

Nell'uomo l'attività di mizolastina in singola dose da 10 mg è stata efficace nel sopprimere la reazione cutanea (pomfo ed eritema) all'inoculazione di istamina e l'insorgenza dell'effetto è parsa rapida, potente (80% di inibizione a distanza di 4 ore) e prolungata nel tempo protraendosi oltre le 24 ore. La somministrazione prolungata non ha messo in evidenza fenomeni di tachifilassi.
Il farmaco è privo di significativi effetti anticolinergici.

## Farmacocinetica
Dopo somministrazione orale mizolastina viene rapidamente assorbita dal tratto gastrointestinale. Il farmaco si distribuisce rapidamente nei vari tessuti biologici. La concentrazione plasmatica massima viene raggiunta in 1-2 ore. La biodisponibilità del farmaco è pari a circa il 65%. Il legame con le proteine plasmatiche è ampio raggiungendo il 98%. L'emivita di eliminazione si aggira intorno alle 13 ore.  Il farmaco è metabolizzato dal fegato attraverso reazioni di glicuronazione. Il citocromo P450 isoenzima CYP3A4 è coinvolto in un'altra via metabolica che comporta la formazione di metaboliti idrossilati. Tutti i metaboliti identificati risultano inattivi. La somministrazione di ketoconazolo e di eritromicina, noti inibitori e substrati di CYP3A4, comporta un innalzamento dei livelli plasmatici di mizolastina.

## Usi clinici
Mizolastine è indicata nel trattamento sintomatico di diverse malattie allergiche, tra le quali in particolare la rinite allergica perenne e stagionale, la congiuntivite allergica e l'orticaria cronica idiopatica.

## Effetti collaterali e indesiderati
Gli effetti indesiderati più comuni sono rappresentati da dispepsia, nausea, xerostomia, diarrea, dolore addominale, cefalea, vertigini, sonnolenza, astenia e talvolta aumento degli enzimi epatici.
In rari casi sono segnalati angioedema, rash cutaneo, orticaria generalizzata e ipotensione arteriosa.
Sono stati riportati casi di broncospasmo e asma, e in alcuni pazienti prolungamento dell'intervallo QT con aumentato rischio di gravi aritmie cardiache e conseguente necessità di attento monitoraggio.

## Controindicazioni
Il farmaco è controindicato nei soggetti con ipersensibilità nota al principio attivo. Altre controindicazioni sono rappresentate dalla concomitante assunzione di antibiotici macrolidi e antimicotici imidazolici sistemici (effetto inibente di CYP3A4), soggetti con prolungamento dell'intervallo QT o gravi squilibri elettrolitici (ad esempio ipokaliemia), uso concomitante di altri farmaci con azione di prolungamento dell'intervallo QT (ad esempio antiaritmici di classe I e III).

## Dosi terapeutiche
La dose raccomandata nell'adulto e nei bambini con più di 12 anni di età è pari a 10 mg (1 compressa) al giorno.

## Sovradosaggio
Nei casi di sovradosaggio, accidentale o volontario, si raccomanda un attento monitoraggio cardiaco, con particolare riferimento al monitoraggio dell'intervallo QT e del ritmo cardiaco per almeno 24 ore. Se il sovradosaggio appare ravvicinato nel tempo e il farmaco probabilmente non ancora assorbito in toto è possibile ricorrere alla lavanda gastrica e alla somministrazione di carbone attivo.

## Gravidanza e allattamento
Mizolastina negli studi sperimentali su animali non si è dimostrata dannosa sullo sviluppo dell'embrione o del feto, e neppure sul decorso della gestazione e sullo sviluppo peri e post-natale.
Non essendo stata stabilita la sicurezza del farmaco in gravidanza è bene evitare di utilizzarlo, e in particolare durante il primo trimestre. Mizolastina è escreta nel latte materno, perciò durante l'allattamento l'uso del farmaco non è raccomandato.